# Српски архив за целокупно лекарство (часопис)
Српски архив за целокупно лекарство најстарији је српски стручни часопис и један од најстаријих у Европи. Из штампе је први пут изашао 1874. године, две године по оснивању Српског лекарског друштва (22. априла 1872). Часопис се налази у бази података Medline Националне библиотеке за медицину (Сједињених Америчких Држава), што је од великог значаја за све лекаре који објављују радове у овом часопису и имају жељу да се афирмишу на пољу медицинске науке и праксе у Србији и шире.

## Значај часописа
Да би постала део целокупног духовног богатства човечанства, научна сазнања (у овом случају у биомедицинским наукама) морају да се става на увид научној и стручној јавности. Како се то најчешће ради објављивањем резултата научних истраживања кроз публикације, произашла је и идеја да се оснује  часопис — Српски архив за целокупно лекарство.
На његовим страницама, од покретања часописа, нашао се највећи број писаних научних информација, које почивају на квалитетним објавања сличним оним у научним часописима, као и на систему служби за индексирање и сажимање које обезбеђују његову што ефикаснију употребу.

## Основне информације
Часопис је SACL почев од издања из 2008. године од кад се налази у Томсон-Рохјтерсовој бази података:
- Science Citation Index Expanded
- Journal Citation Reports / Science Edition

Такође, Српски архив за целокупно лекарство уврштен је у базу DOI Србија, у којој су присутни
часописи који је Министарство науке Републике Србије препознало као најбоље.
Од 28. јуна 2011. године часопис је добио први импакт-фактор — 0.194
Категорисан је од стране Министарства науке ознаком — М23
Статус часописа
| Категорија часописа  | PK23 |
| JCR импакт фактор    | 0,253 |
| CEON импакт фактор 5 | 1,234 |
| Реферисан у          | SCIndeks, Science Citation Index Expanded, Journal Citation Reports/Science Edition, Index Medicus (Medline, PubMed), Web of Science, Scopus, EBSCO, DOAJ |
| CrossRef/DOI         | doiSerbia |
| OA статус            | индексиран у DOAJ |